# Diante do Trono (programa de televisão)
Programa Diante do Trono é um programa de auditório apresentado por Ana Paula Valadão na Rede Super, anteriormente também foi transmitido na RedeTV! e na Rede Gênesis. O programa voltou ao ar na Rede Super, no dia 23 de outubro de 2013 e segue apresentado atualmente.

## O Programa
O Programa Diante do Trono estreou em 2002 na RedeTV!, no dia 29 de setembro de 2007 o programa parou de ser exibido na Rede TV e continuou sendo exibido na Rede Super e na Rede Gênesis até 2010 quando foi substituído pelo programa "Nos Bastidores com o DT". No dia 23 de outubro de 2013 o Programa Diante do Trono voltou ao ar na Rede Super com um novo formato, o programa vai ao ar de quarta-feira às 21h00.
No quadro "Bem de Perto", a líder do DT, Ana Paula Valadão Bessa, visita pessoas que têm algum testemunho para contar do qual o ministério, em seus 15 anos de atuação, tenha feito parte de alguma forma, "Por Dentro do CTMDT", mostra o dia a dia dos estudantes e professores do Centro Ministerial Diante do Trono e "Na Estrada com o DT", o telespectador tem a oportunidade de acompanhar registros dos bastidores das apresentações do Diante do Trono.
diantedotrono@redesuper.com.br
O programa receberá um novo formato sem data definida. O programa será chamado "3 minutos Diante do Trono" em que Ana irá gravar direto de Dallas nos Estados Unidos, local onde mora atualmente.

## Quadros Atuais
- Bem de Perto
- Por Dentro do CTMDT
- Na Estrada com o DT